# Midlake
Midlake är ett amerikanskt indierockband bildat 2000 i Denton i Texas. Gruppmedlemmarna träffades på skolan North Texas School of Music, där de alla studerade.
I november 2001 kom EP:n Milkmaid Grand Army som utgavs och distribuerades av bandet själv. Skivan fick ett mediokert mottagande, men trots detta fick bandet ett skivkontrakt med Bella Union.
I juli 2004 kom albumdebuten Bamnan and Slivercork. Allmusic.com gav skivan 3,5/5.
På nästa album, 2006 års The Trials of Van Occupanther, hade bandet ändrat musikalisk inriktning till ett mer sjuttiotalsinspirerat sound. Skivan blev bandets genombrott och hamnade på 14:e plats på indietopplistan i Storbritannien. Låten "Roscoe" hamnade på plats 97 på Pitchforks lista över 2006 års bästa låtar. Skivan fick ett gott mottagande.
Det skulle dröja fyra år innan bandets tredje album, The Courage of Others, släpptes i februari 2010. Skivan fick ett blandat mottagande, där Pitchforks recensent sågade skivan och gav den 3,6/10 Dagens Nyheters recensent prisade skivan och gav den högsta möjliga poäng. Svenska Dagbladet, å andra sidan, intog en mer avog inställning och gav skivan det modesta betyget 3/6. Allmusic.com gav skivan 3,5/5.
I augusti 2013  meddelades att ett nytt album med namnet Antiphon skulle släppas i november. Samtidigt bekräftades också att gruppens sångare och låtskrivare, Tim Smith, hoppat av. Eric Pulido övertog rollen som frontman och två nya bandmedlemmar tillkom. Jesse Chandler (keyboards och flöjt) samt Joey McClellan (gitarr).

## Diskografi

### Album
- 2004 – Bamnan and Slivercork
- 2006 – The Trials of Van Occupanther
- 2010 – The Courage of Others
- 2013 – Antiphon